# جایزه بزرگ هلند ۱۹۷۶
جایزه بزرگ هلند ۱۹۷۶ (انگلیسی: ‎1976 Dutch Grand Prix‎) یک مسابقهٔ موتوری در رشتهٔ اتومبیل‌رانی فرمول یک بود که در تاریخ ۲۹ اوت ۱۹۷۶ در پیست زاندفورت واقع در زاندفورت، هلند برگزار شد. این گراند پری در میان ۱۶ گراند پری در فصل ۱۹۷۶، مسابقهٔ شمارهٔ ۱۲ بود.
در این مسابقه که در ۷۵ دور و به مسافت ۳۱۶٫۹۶۰ کیلومتر (۱۹۶٫۹۵۰ مایل) برگزار شد، پول پوزیشن توسط رونی پیترسن کسب شد و سریع‌ترین زمان برای طی یک دور پیست که برابر با ۱:۲۲٫۵۹ بود نیز توسط کلی رگاتزونی به ثبت رسید.
جیمز هانت از تیم مک‌لارن-فورد، کلی رگاتزونی از تیم فراری و ماریو اندرتی از تیم لوتوس-فورد به‌ترتیب مقام‌های اول تا سوم مسابقه را کسب کردند.

## رده‌بندی قهرمانی پس از مسابقه
| جایگاه | راننده       | امتیاز |
| ------ | ------------ | ------ |
| ۱      | نیکی لائودا  | ۵۸     |
| ۲      | جیمز هانت    | ۵۶     |
| ۳      | جودی شکتر    | ۳۶     |
| ۴      | پاتریک دیپلر | ۲۶     |
| ۵      | کلی رگاتزونی | ۲۲     |
| منبع:  |              |        |

| جایگاه | سازنده      | امتیاز  |
| ------ | ----------- | ------- |
| ۱      | فراری       | ۶۷      |
| ۲      | مک‌لارن-فورد | ۶۱ (۶۲) |
| ۳      | تایرل-فورد  | ۴۹      |
| ۴      | پنسکی-فورد  | ۱۸      |
| ۵      | لیجیه-ماترا | ۱۶      |
| منبع:  |             |         |

یادداشت
- تنها پنج جایگاه نخست از هر رده‌بندی نمایش داده شده‌است.